# Bajo la sal
Bajo la sal es una película mexicana dirigida por Mario Muñoz y estrenada en 2008. por Warner Bros. Pictures
Se trata de la ópera prima del director Mario Muñoz, que eligió trabajar sobre el guion de La venganza en el valle de las muñecas para realizar este thriller policiaco. Se filmó en una salinera de 33 mil hectáreas ubicada en Guerrero Negro, estado de Baja California Sur, al noroeste de México.
La película trata una problemática similar a la de Ciudad Juárez y los asesinatos de mujeres.

## Datos y Cifras
- El equipo de filmación tardó en trasladarse 4 días hasta la salinera, debido a lo inhóspito del camino y a que tuvieron que viajar por tierra, mar y aire para llegar.

- De acuerdo a Mario Muñoz la película demoró dos años en comenzar porque se eligieron minuciosamente los actores que interpretarían los personajes principales de la trama.

## Sinopsis
En Santa Rosa de la Sal, un poblado ligado a una salinera gigantesca, comienzan a aparecer cadáveres de mujeres en los pantanos de sal. Salazar, el jefe de la policía local, se espanta con tal hecho y pide ayuda a la capital. De la capital llega su excompañero el Comandante Trujillo, quien más que ir en misión oficial arriba porque lo dieron de baja en la capital y lo investigan por un problema en el trabajo, presumiblemente de negligencia laboral y que le costó la vida a alguno(s) de su(s) compañero(s). Juntos y con ayuda del médico de la salinera acuden a la funeraria para realizar la autopsia de uno de los cadáveres. Allí conocen al hijo del dueño del establecimiento, Víctor, que es retraído y asiste a la escuela local donde frecuentemente tiene problemas de indisciplina y que además gusta de realizar películas caseras animadas de terror. Víctor está enamorado de Isabel, la mesera de la cafetería local El figón de sal.
Conforme Trujillo y Salazar avanzan en la investigación van conociendo a otros personajes del pueblo, como el prefecto Domínguez, que es el director de la única escuela preparatoria de la región. Todas las jóvenes desaparecidas tienen en común haber estudiado en esa escuela. Trujillo solicita los papeles de las alumnas fallecidas a Domínguez, pero éstos no están disponibles pues se perdieron en un incendio algunos años atrás.
Víctor corre con un golpe de suerte al encontrarse con Isabel en el velorio de su amiga Brenda (otra de las jóvenes desaparecidas). Una vez que ambos se conocen, Víctor decide visitar a Isabel, pero llega tarde y la ve tomando un taxi. Decide seguir al taxi hasta El Cielo, un burdel fuera del pueblo donde trabajaba Brenda. Víctor va a casa de Isabel y le pide que deje de ir a El Cielo a trabajar, pero ella le dice que al día siguiente se irá a la capital. Ambos se ven asaltados por un personaje que no se distingue y son secuestrados hasta una bodega abandonada.
Trujillo, que ya ha sido requerido por las autoridades de la capital, se percata de la ausencia de Víctor en la funeraria. Entra a su habitación y se da cuenta de que conserva recortes de periódicos de las jóvenes desaparecidas, fotos de los cadáveres de la funeraria, además de su afición por las películas de terror, elementos que lo hacen creer que Víctor tiene algo que ver con los asesinatos.
Finalmente Trujillo encuentra a Salazar muerto en la preparatoria, al atar cabos descubre quien es el asesino. Logra dar con la bodega abandonada donde Domínguez ya ha asesinado a Isabel y tortura a Víctor para que le confiese lo que le ha dicho a la policía de él. Al llegar Trujillo es alcanzado por una bala de Domínguez, quien a su vez cae víctima de Trujillo. Ambos mueren y la policía llega para rescatar a Víctor. Tiempo después Víctor visita la  tumba de Isabel antes de irse con su padre de Santa Rosa de la Sal (La escena que muestra a Víctor empacando sus cosas para irse se eliminó de la película y se muestra en el DVD).

## Actores
- Humberto Zurita, como el Comandante Trujillo.

Expolicía, recientemente dado de baja, con más de 30 años de servicio. Divorciado y que al enterarse de que su excompañero Salazar necesita ayuda decide ir a la salinera a hacer lo único que sabe.
- Plutarco Haza, como el Prefecto Domínguez.

Prefecto o director de la única preparatoria de la región. Su familia era la dueña de todo, pero el gobierno se los quitó años atrás. Tuvo romances con varias estudiantes y embarazó a Isabel, luego la obligó a abortar. Al suicidarse su madre tras el incendio de la preparatoria, él tomó el control de la escuela para encontrar a la alumna culpable del incendio. En dicho incendio al intentar salvar a su madre sufrió severas quemaduras que lo obligaron a hospitalizarse mucho tiempo.
- Ricardo Polanco, como Víctor Zepeda.

Hijo del dueño de la funeraria local. También estudia en la preparatoria local, donde el prefecto Domínguez inicialmente siente cierta empatía por él y su situación. Su madre murió en un accidente automovilístico mientras viajaba con su padre. Ayuda a su padre a arreglar a los difuntos en la funeraria, ya que este último quedó muy afectado después de la muerte de su esposa. Le gusta filmar películas de terror en stop motion con muñecos. Es muy callado y no tiene amigos ni en la escuela ni fuera de ella, hasta conocer a Isabel de quien está enamorado y a quien vigila mientras ésta trabaja en El figon de sal.
- Irene Azuela, como Isabel Montaño.

Mesera de El figon de sal y bailarina de El Cielo. Su madre murió cuando tenía 4 años y no conoció a su padre. Era amiga de Brenda y tuvo amoríos con el ahora prefecto Domínguez, de quien abortó un hijo. Después del aborto comenzó a odiar al prefecto y quemó la escuela.
- Emilio Guerrero, como el Jefe Salazar.

Jefe de la policía de Santa Rosa de la Sal, que se ve rebasado por la situación y los escasos recursos con que cuenta. Excompañero de Trujillo que decidió retirarse a pueblo quieto para no sucumbir ante la presión.
- Julio Bracho Castillo, como el Profesor Magaña.

Profesor de matemáticas de la preparatoria local y que muestra desprecio por Víctor. Le gusta visitar El Cielo.